# Edifici Farmàcia Gispert
L'Edifici de la Farmàcia Gispert o Farmàcia Punyet-Gispert, és un edifici del municipi de Reus (Baix Camp), situat al raval de Martí Folguera, 51, que fa cantonada amb el Camí de Misericòrdia, inclòs en l'Inventari del Patrimoni Arquitectònic de Catalunya com a Bé Cultural d'Interès Local.

## Descripció
És un edifici cantoner amb planta baixa, entresòl i dos pisos d'habitatges. A l'entresòl hi ha dues sortides balconeres a la façana que dona al raval i quatre a la que dona al camí de Misericòrdia. Aquestes finestres balcons tenen una motllura repetitiva i disposen d'una mena de dovella en cada obertura, amb un total de sis. Els balcons de la tercera i quarta planta estan emmarcats per elements clàssics: muntants, llindes i mènsules. D'aquestes en tenim un total de 36 unitats en tot l'edifici. El ferro forjat de les baranes és senzill, únicament els corresponents a les obertures de l'entresòl són una mica més elaborats. La cornisa de remat és simple tot i que hi ha doble cornisa.

## Història
L'edifici, també anomenat cal Rocamora pel nom del seu primer propietari, Josep Rocamora Gilabert, va ser reformat l'any 1889 per l'arquitecte Francesc Borràs, quan encara era arquitecte municipal. Es conserva un plànol a l'Arxiu Municipal on es veuen les obertures anteriors i la destresa de Borràs per ordenar-les de nou. Uns pilars i unes bigues de gelosia estructuren els murs de càrrega i deslliuren el local de la planta baixa, ocupat des de l'any 1919 per la farmàcia Gispert. L'any 2022 es va rehabilitar l'edifici.